# Stadtverkehrsgesellschaft Bergisch Gladbach
Die Stadtverkehrsgesellschaft Bergisch Gladbach GmbH (SVB) ist eine Tochtergesellschaft der Stadt Bergisch Gladbach.
Sie wurde 1999 gegründet und ist für die Planung des ÖPNV in Bergisch Gladbach zuständig.
Die Gesellschaft besitzt keine eigenen Busse, sondern vergibt die Fahraufträge an zwei Busunternehmen:
- Regionalverkehr Köln GmbH (RVK)
- Kraftverkehr Wupper-Sieg AG (KWS oder „Wupsi“)

Als weitere Aufgabe hat die Stadtverkehrsgesellschaft am Bahnhof Bergisch Gladbach eine Radstation errichtet.
Die Geschäftsführung wird durch Franz-Wilhelm Schmitz im Nebenberuf wahrgenommen. Aufsichtsratsvorsitzender ist der Bürgermeister der Stadt Bergisch Gladbach, Lutz Urbach.

## Linienübersicht
Folgende Stadtbuslinien verkehren zurzeit in Bergisch Gladbach:
- 227 (Leverkusen-Mitte – Bergisch Gladbach S – Bensberg – Moitzfeld)
- 400 (Bergisch Gladbach S – Bensberg U)

Mit Unterstützung der SVB wird auf diesen Linien werktags zwischen 7:00 und 19:00 Uhr in beide Richtungen zwischen Bensberg und Bergisch Gladbach Stadtmitte ein 10-Minuten-Takt gefahren.